# Tapa (culinária espanhola)
Tapa é um aperitivo da culinária da Espanha servido na maioria dos bares e restaurantes daquele país, acompanhando a bebida (alcoólica ou não). Ao consumo itinerante de tapas de bar em bar, se chama tapeo ou "ir de tapas". Em muitas regiões da Espanha, é comum sair para jantar ou almoçar nos fins de semana à base de tapeo, o que é também chamado de picar ou picoteo. Nas regiões do norte da Espanha, as tapas são chamadas pinchos, embora em certos locais façam distinção entre tapas e pinchos.
As tapas se tornaram um sinal de identidade cultural espanhola, sendo servidos nos banquetes de recepção aos mais altos dignitários. Por exemplo: durante a Conferência de Madrid, em 1991, a rainha espanhola Sofia e o alcaide de Madrid José María Álvarez del Manzano convidaram Raíssa Gorbachova para uma tapa e uma bebida durante sua visita à capital espanhola. Atualmente, existem bares especializados em tapas. As tapas foram levados para a alta cozinha pelo cozinheiro Ferran Adrià.

## Denominação
Segundo o Diccionario de la lengua española de la Real Academia Española, tapa tem possivelmente origem em *tappa da língua gótica. Se costuma argumentar que a origem etimológica de "tapa" vem do costume antigo de se tapar as taças e garrafas de vinho nas tabernas e pousadas com uma fatia de pão ou de presunto, para impedir que entrassem moscas, mosquitos ou poeira. Existem outras denominações para as tapas no território espanhol: no País Basco, se costuma chamar de poteo ao ato de ir de tapas; em Aragão e Navarra a designação mais comum é pinchos, embora por vezes se designem por tapas de alifara. Historicamente, também já se chamaram as tapas de avisillos ou llamativos.
O "Dicionário de Autoridades", publicado em 1726 e 1739, que foi o primeiro dicionário de língua castelhana editado pela Real Academia Espanhola, não menciona a entrada tapa em seu sentido culinário. A primeira aparição da palavra tapa na edição do Diccionario de la lengua española de la Real Academia Española de 1939 (16ª) e na edição de 1956 (18.ª) mostra a palavra tapa como um andaluzismo. Na edição do dicionário de 1970 (19ª), se retira a qualificação de andaluzismo e declara-se que o termo é válido em todo o território espanhol. O conceito de "tapa" em seu sentido culinário não aparece nos livros de receita espanhóis de antes dos anos 1930.

## História
O tapa, tal como se o entende hoje em dia, nasceu modernamente após o período de escassez durante a Guerra Civil Espanhola. No entanto, há que se levar em conta que é antigo o costume espanhol de se comer pequenas porções de comida para aliviar a fome. A tapa evoluiu a partir de uma forma de aperitivo mais básica, até chegar a seu conceito atual. É complicado fixar sua origem histórica, pois seu conceito mudou ao longo do tempo. É possível que as tapas tenham surgido com os bares que as serviam como cortesia aos clientes: como eles eram ligeiramente salgados, eles estimulavam o consumo.

### Idade Média
Existem diversas tradições orais acerca do surgimento das tapas. Uma das mais conhecidas argumenta que as tapas surgiram  no século XIII, durante o reinado de Afonso X de Castela. Se diz que, devido a uma doença, o rei se viu obrigado a tomar alguns goles de vinho e, para evitar a embriaguez, comia algo enquanto tomava vinho. Após se recuperar, determinou que, nas pousadas de Castela e Leão, só se deveria servir vinho acompanhado de pequenas porções de comida. Com isto, visava a atenuar, "tapar" os efeitos do álcool.
Outra lenda conta que, durante o reinado dos Reis Católicos, devido ao aumento dos incidentes causados por carreteiros à saída das tabernas por causa da grande quantidade de cerveja e vinho ingeridos, se obrigou que os taberneiros servissem, acima da taça de vinho ou da jarra de cerveja, uma tapa. Este consistia em um prato com um pouco de comida fria: queijo, presunto ou o que o taberneiro tivesse à mão. Os clientes deveriam comer toda a comida do prato, para então poder destapar a bebida e começar a beber. Isto visava a diminuir os incidentes provocados pelo excesso de bebida dos carreteiros.
Um terceiro conto popular diz que o nome "tapa" surgiu quando os Reis Católicos, em visita a Cádis, pararam na ilha de León. A taberna em que pararam estava cheia de moscas. Então o rei Fernando II de Aragão pediu uma fatia de embutido ou algo semelhante para tapar o seu copo de vinho. O taberneiro tapou o copo do monarca com uma fatia de queijo, dizendo: "aqui está sua tampa (em língua castelhana, tapa), majestade". Isto logo se tornou um costume nas tabernas espanholas, especialmente no verão, quando o calor facilitava a proliferação de moscas numa época em que a higiene era precária.
Essa mesma tradição existe em relação ao rei Filipe II. A lenda conta que, quando o rei ia visitar as obras do Mosteiro do Escorial, parava nas pousadas e tabernas do caminho. Os taberneiros esperavam o rei com uma jarra de vinho coberta por uma grossa fatia de presunto para evitar que a poeira entrasse na jarra.

### Século de Ouro
Na segunda metade do século XVI, se usava na Espanha o termo tapa como uma castelhanização do termo da língua francesa étape, "etapa", em referência ao aprovisionamento de soldados em uma marcha que durasse mais de um dia. A tapa era, portanto, o lugar onde os soldados se aprovisionavam, tapear era o ato de realizar o aprovisionamento (ou seja, recolher o alimento e talvez descansar um pouco), montar tapa era a ação de planejar e preparar o aprovisionamento, e ir a tapa a ação de dirigir-se a um desses aprovisionamentos. No século XVII, em Sevilha, os círculos e clubes privados da burguesia sevilhana (localizados na rua Serpentes) costumavam pedir bebidas nas mercearias das redondezas. Geralmente, os donos das mercearias colocavam, como cortesia, fatias de presunto, queijo ou lombo para tampar os copos. Nessa época, a cultura da tapa começou a emergir em algumas regiões da Espanha, como Madri por exemplo.

### Século XIX
Uma versão popular mais simples diz que os tapas surgiram da necessidade dos trabalhadores de adquirir força para seguir trabalhando até a hora do almoço. Essa necessidade era preenchida com a ingestão de um pouco de comida acompanhado por um pouco de vinho.
Outra versão diz que o termo "tapa" surgiu numa visita do rei Afonso XIII a Cádis. O rei e sua comitiva teriam parado no meio do caminho para tomar xerez na pousada Ventorillo del Chato, que existe até hoje. Estando sentados ao ar livre, de repente começou a ventar e o taberneiro tapou o copo do rei com uma fatia de presunto. A solução agradou ao rei, que comeu a fatia de presunto e pediu outra. No entanto, a veracidade da anedota é questionável, já que a poeira trazida pelo vento teria grudado na gordura do presunto. Embora o uso de fatias de pão duro e pratos pequenos para tapar os copos já seja documentada desde o século XVIII.
Nessa época, começaram a surgir acompanhamentos do vinho como a rabanada, que no começo do século XX era muito comum nas tabernas de Madri.

### Século XX
Existem autores que afirmam que as tapas podem ter nascido em Almeria. Esta tapa primordial pode ter sido uma fina fatia de presunto que, ao ser colocada na boca de uma taça de vinho, impedia que este perdesse o aroma. Um argumento a favor desta afirmação é a existência em Almeria desde o final do século XIX da Casa Puga, que existe até hoje no centro histórico, servindo o mesmo tipo de tapa tradicional.
Em Xaém, existe uma história que explica o surgimento das tapas. Em 1915, Manuel Ruiz Romero, proprietário do castelo de Santa Catarina, se dispôs a tomar algumas taças de manzanilha de Sanlúcar de Barrameda com os amigos no Casino Primitivo, na rua Maestra. O Casino não dispunha de bar próprio, e as bebidas eram trazidas da Casa Llavero, bar próximo ao Casino. Para evitar que entrasse poeira na bebida, Manuel Ruiz Romero sugeriu que se colocassem fatias de presunto sobre as taças, para tampá-las. A cena se repetiu no dia seguinte, com a diferença que, desta vez, Romero pediu que se tampassem as taças com queijo manchego. No outro dia, o mensageiro que transportava as bebidas se adiantou e perguntou, a Romero: "E hoje, que devo colocar como tampa (tapa)?"

## Costumes
As tapas misturam o costume de comer com o de sociabilizar. Os bares, entendidos como lugar de reunião, são o local ideal para as tapas. Algumas empresas turísticas chegam a incluir, em seus roteiros, a degustação de uma bebida e uma tapa, como sendo algo típico do lugar. Em algumas localidades espanholas, costuma-se servir, gratuitamente, porções frias de azeitonas, batatas fritas e frutos secos, pois estes alimentos são salgados e incitam o cliente a pedir uma bebida.
Em localidades como Ávila, Segóvia e Cáceres, são tradicionais as tapas quentes de croquete, sanduíche, lula frita, tortilha espanhola, picadinho de presunto, pimentão recheado. Nestes lugares, as tapas frias ficam em segundo plano.
Em Almeria, Granada e Xaém, é costume colocar gratuitamente uma tapa cobrindo qualquer bebida. Em Almeria, são muito comuns as tapas chamadas chérigan, que consistem em uma torrada untada com aioli (ou tomate), adicionada de vários ingredientes, sendo o mais clássico o atum. O nome provém do termo da língua inglesa the Sheriff gun, "a arma do xerife", devido ao formato comprido dessa tapa, criada na década de 1950 ou na década de 1960 no auge do cinema western de Almeria por um cozinheiro do Café Colón (ou do Café Parrilla Pasaje de Almería).
Em Alicante, se costumam oferecer almoços ou jantares compostos por uma variedade de pequenos pratos. A esse costume, se chama picaeta. Na província de Tarragona, os bares especializados em tapas são chamados llesqueries. No País Basco, Navarra e Rioja, existe o costume do chiquiteo, que consiste em sair com os amigos e tomar diversas bebidas, principalmente os chiquitos (txikitos), que são copos pequenos de vinho, chamados "chatos" em outros lugares.

## Variedades
É grande a variedade de tapas nas diversas regiões da Espanha. Não existe um padrão para o tamanho do tapa. Além da diversidade regional, as tapas podem ser divididas em quentes e frias.

### Pinchos
Em algumas regiões do norte da Espanha, principalmente Astúrias, Leão, Cantábria, Rioja, País Basco e Navarra, as tapas são chamados pinchos (em basco: pintxo) Nessas zonas, é costume cobrar o mesmo preço por todos os pinchos. Os pinchos costumam ser tapas mais elaborados. Há também regiões onde é feita distinção entre tapas e pinchos.

### Outros
Devido a sua grande variedade, muitas tapas possuem uma denominação própria. Por exemplo, o pincho moruno (espetinho de carne), as gambas em gabardina (camarões empanados), as banderillas (espetinho de picles), o montadito e o serranito (sanduíches). Em alguns bares, se usam nomes curiosos para algumas tapas com a intenção de despertar a curiosidade do consumidor, como secreto, revoltijo, toy esmayao, loquesea etc. Também são feitas tapas com formatos curiosos, como a bobata, que consiste em um palito de dente que sustenta uma estrutura composta por ovo, pimentão, azeitona e maionese.

## Tapasna literatura e no cinema
- Francisco de Quevedo, na sua novela La vida del Buscón, menciona, logo no primeiro capítulo, um alimento similar à tapa, o aviso ou avisillo.
- O Lazarillo de Tormes, novela cuja primeira edição data de 1554, narra, em vários momentos, como se tapam copos com alimentos.
- O filme espanhol Tapas (2005), dirigido por José Corbacho e Juan Cruz, centra seu roteiro em um típico bar de tapas em Hospitalet de Llobregat.
- A série de televisão Los ladrones van a la oficina se passa em um bar onde são servidos tapas frequentemente.

## Tapasno mundo
As tapas se converteram em um fenômeno culinário exportado para outros países.  Podem ser encontrados em algumas cidades dos Estados Unidos, porém com adaptações locais. Em países como Venezuela onde proliferaram restaurantes espanhóis, já é costume incluir tapas no menu. Neste país, as tapas são chamadas pasapalos e é comum servi-los em qualquer celebração. Alguns pasapalos se tornaram famosos internacionalmente, como o tequeño.
Devido à ocupação espanhola das Filipinas, ali se degusta um prato tradicional composto por carne, arroz e ovo que é chamado tapa.
O costume das tapas também é muito tradicional em cozinhas do Mediterrâneo Oriental, sendo seu principal representante o meze. Na Itália, podem ser citados alguns pratos análogos às tapas, como os ciccethi de Veneza e o antepasto. Na culinária da Ásia, existem alguns pratos análogos, como o dim sum de Cantão e o banchan da culinária da Coreia. Na culinária do Japão, existem lugares como o izakaya onde se servem comidas e bebidas num estilo similar às tapas.
No México, existe o antigo costume de oferecer diferentes pratinhos aos clientes de bares e cervejarias. São chamados de botana e compõe-se de fatias de presunto, queijo, taco, peixe frito, azeitonas, cuerito (torresmo em conserva), costela de porco, mole e amendoim, sempre salgados, picantes e em pequenas porções. São servidos a cada rodada de bebida, e já estão incluídos no preço da bebida.
Em Cuba, existe a tradição de picar e saladitos. Na Costa Rica, se usa o termo bocas. No Peru, existe a tradição similar do piqueo, comida ligeira que é consumida junto com uma bebida, usualmente alcoólica. A bebida é chamada de trago, uma designação também usada na Espanha.